# Bitwa pod Strasburgiem (1870)
Bitwa pod Strasburgiem – starcie zbrojne, które miało miejsce podczas oblężenia francuskiej twierdzy Strasburg w trakcie wojny francusko-pruskiej (1870-1871).

## Tło wydarzeń
Po bitwie pod Froeschwiller, dowódca pruskiej 3 Armii Kronprinz Fryderyk wyznaczył generała Augusta von Werdera, aby ten wyruszył na południe w celu rozpoczęcia oblężenia jednej z największych francuskich twierdz, Strasburga. Von Werder miał do dyspozycji około 40 000 żołnierzy badeńskich oraz wirtemberskich. Oblężeni Francuzi mieli do dyspozycji 17 000 obrońców.

## Rozpoczęcie bombardowania
Von Werder wiedział, że cywile mogą nie wytrzymać długotrwałego bombardowania ze względu na ograniczone zapasy żywności, które nie pozwalały na długotrwałą walkę. 23 sierpnia niemiecka artyleria otworzyła ogień w kierunku miasta. Kilka bomb spadło na centrum Strasburga, powodując liczne pożary oraz zniszczenia; zniszczeniu uległy m.in. liczne zabytki miasta. Arcybiskup Strasburga chciał poprosić Werdera o zatrzymanie prowadzonego ognia, w zamian generał miał otrzymać 100 000 franków za każdy dzień, w którym miasto nie zostałoby zbombardowane. Dowódca obrony miasta generał Uhrich odrzucił propozycję rozejmu proponowanego przez arcybiskupa po tym, jak dowiedział się, że niemieckie zapasy amunicji są na wyczerpaniu.
24 sierpnia zniszczeniu uległo muzeum sztuki, a w pożarze zniszczeniu uległa największa biblioteka miejska w Strasburgu wraz z cennym księgozbiorem (niektóre książki pochodziły z czasów renesansu).

## Oblężenie
Niemcy w ciągu zaledwie kilku dni drastycznie zbliżyli się do miasta. W tym samym czasie oblegający miasto Niemcy rozpoczęli kanonadę ogniową wymierzoną w fortyfikacje miasta. 11 września grupa szwajcarskich urzędników poinformowała o porażce Francuzów pod Sedanem, co oznaczało dla miasta brak nadziei na ewentualną pomoc. 19 września cywile poprosili generała Uhricha o oddanie miasta w ręce Niemców. Uhrich odmówił, ciągle wierząc w możliwość obronienia miasta. Jednakże w tym samym dniu jeden z głównych fortów został zajęty przez Niemców, co oznaczało ostateczny brak nadziei obrońców na zwycięstwo. 27 września Uhrich poprosił Niemców o rozejm, co oznaczało kapitulację Strasburga.

## Po bitwie
Po zdobyciu Strasburga, Werder skierował swoje siły na południe. Jego następnym celem było zdobycie miasta Belfort, które udało mu się zdobyć w listopadzie.